# Припутновский сельский совет (Ичнянский район)
Припутновский сельский совет (укр. Припутнівська сільська рада) — входит в состав
Ичнянского района
Черниговской области
Украины.
Административный центр сельского совета находится в 
с. Припутни
.

## Населённые пункты совета
- с. Припутни
- с. Барбурское
- с. Вишнёвка
- пос. Куликовка